# Intel·ligibilitat mútua

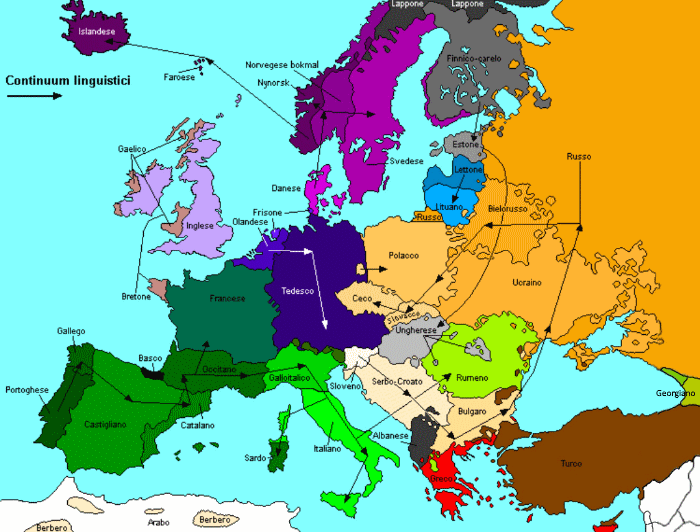
Els continus dialectals més importants d'Europa. Els colors similars indiquen que les llengües pertanyen al mateix continu dialectal, i les fletxes indiquen les direccions de continuïtat.
----
Llengües romàniques (itàliques)
Llengües germàniques occidentals (germàniques)
Llengües nòrdiques (germàniques)
Llengües eslaves

En lingüística, la intel·ligibilitat mútua és la capacitat que es presenta entre dos o més llengües o dialectes quan els respectius parlants poden entendre amb relativa facilitat la llengua dels altres. Aquesta intercomprensió recíproca pot no ser simètrica, i donar-se el cas que el parlant d'una llengua comprengui millor el parlant de l'altra que no pas a l'inrevés .
Aquesta intel·ligibilitat existeix entre moltes llengües geogràficament properes o pertanyents a una mateixa família lingüística, sovint en el context d'un continu dialectal. El criteri d'intel·ligibilitat mútua s'usa algunes vegades com a distinció entre llengua i dialecte.
La intel·ligibilitat entre llengües no és idèntica entre tots els membres d'una comunitat lingüística, sinó que depèn de factors personals i pot variar entre els diferents individus depenent del coneixement i les habilitats que es tenen en la pròpia llengua (domini de diferents registres i amplitud de vocabulari), així com de l'interès per altres llengües o la familiaritat amb altres cultures, del mitjà d'ús de la llengua (oral o escrit), i de molts altres factors.

## Intel·ligibilitat asimètrica
Es considera intel·ligibilitat asimètrica quan els parlants de la llengua L1 comprenen fàcilment els parlants de la llengua L2, però els parlants d'aquesta llengua L2 tenen dificultats per a entendre els parlants de la primera llengua, L1. Un exemple d'aquest fenomen es dona entre el castellà i el portuguès: els parlants de portuguès afirmen entendre fàcilment el castellà, mentre que els parlants d'castellà tenen dificultats per a entendre els parlants de portuguès oralment. En aquest cas, la intel·ligibilitat es fa més simètrica quan es tracta de la llengua escrita.

## Llistes de llengües mútuament intel·ligibles
- Llengües germàniques
  - Alemany i luxemburguès.
  - Alemany i ídix.
  - Neerlandès i afrikaans.
  - Baix alemany, neerlandès i limburguès.
  - Danès, suec i noruec.
  - Anglès i scots.

- Llengües eslaves
  - Rus, ucrainès, belarús et rutè.
  - Croat, bosnià, serbi i montenegrí se poden classificar els quatre com un únic idioma que seria el Serbocroat.
  - Búlgar, macedònic, serbocroat i eslovè.
  - Polonès, eslovac, txec, silesià, caixubi, moravià i sòrab.

- Llengües romàniques
  - Llengües d'oïl (inclòs el francès) i francoprovençal.
  - Català i occità.
  - Castellà, judeocastellà, asturlleonès, aragonès, gallec, portuguès i català.
  - Italià, cors, sicilià, napolità, romanesc i vènet.
  - Llombard, lígur, piemontès, emilià-romanyol i vènet.
  - Romanx, friulès i ladí.
  - Romanès, aromanès, meglenoromanès i istroromanès.

- Llengües cèltiques
  - Gaèlic irlandès i gaèlic escocès.
  - Bretó i còrnic.

- Llengües indoiranianes
  - Urdú, hindi i panjabi.
  - Persa, darí, tadjik, tati i judeopersa.

- Llengües turqueses
  - Turc, àzeri, gagaús i urum.
  - Turcman, tàtar de Crimea i salar.
  - Uzbek, uigur i kazakh.
  - Kirguís, altai i kazakh.

- Llengües austronèsiques
  - Samoà, tongalès i tuvalià.
  - Malai i indonesi.
  - Cebuà i hiligainon.
  - Tagal i filipí.

- Llengües tai-kadai
  - Laosià, tailandès, isaan i shan.
  - Zhuang i bouyei.

- Llengües ugrofineses
  - Finès, estonià, carelià i meänkieli.

- Llengües bantus
  - Zulu i xosa.
  - Kirundi i kinyarwanda.
  - Bukusu i masaaba.

- Llengües sinítiques
  - Dungà i xinés mandarí.